# Vallée de Dedham
Vallée de Dedham (en anglais, Dedham Vale) est un tableau du peintre romantique britannique John Constable. Il est daté de 1802. Il s'agit d'une huile conservée au Victoria and Albert Museum de Londres.

## Description
La vallée de Dedham est officiellement considérée comme Zone de Beauté Naturelle Soulignée. Elle se trouve à la limite entre l'Essex et le Suffolk, dans l'est de l'Angleterre. Elle comprend notamment le village de Dedham en Essex. Cette zone, depuis l'époque où John Constable habitait la région, est connue depuis sous le nom de Constable Country (Le pays de Constable), devenue donc renommée par les œuvres de ce peintre.
Parmi les diverses œuvres de John Constable représentant la vallée de Dedham, figure ce tableau de 1802, conservé au Victoria and Albert Museum de Londres.

## Autres tableaux de Constable dans la Vallée
- Un berger dans un paysage regardant au-dessus de la vallée de Dedham vers Langham, 1811, huile sur papier marouflé sur toile, 15 × 29 cm, Centre d'art britannique de Yale, New Haven[2]
- Dedham vu de Langham, vers 1813, huile sur toile, 137 × 190 cm, Tate Britain, Londres[3]
- La Vallée de la Stour et l'église de Dedham, vers 1815, huile sur toile, 56 × 78 cm, Musée des Beaux-Arts de Boston[4]
- L'Écluse de Dedham, vers 1820, huile sur papier marouflé sur bois, 165 × 254 cm, Tate Britain, Londres[5]
- Écluse et moulin de Dedham, vers 1821, huile sur toile, 18 × 25 cm, Victoria and Albert Museum, Londres[6]
- Vue sur la Stour près de Dedham, croquis grandeur nature, 1821-1822, huile sur toile, 129 × 185 cm, Collection privée, Vente Christie's 2016[7]
- Vue sur la Stour près de Dedham, 1822, huile sur toile, 129 × 188 cm, Huntington Museum of Art[8]
- La Vallée de Dedham, 1828, huile sur toile, 144 × 122 cm, Galerie nationale d'Écosse||[9]

Constable dans la Vallée de Dedham
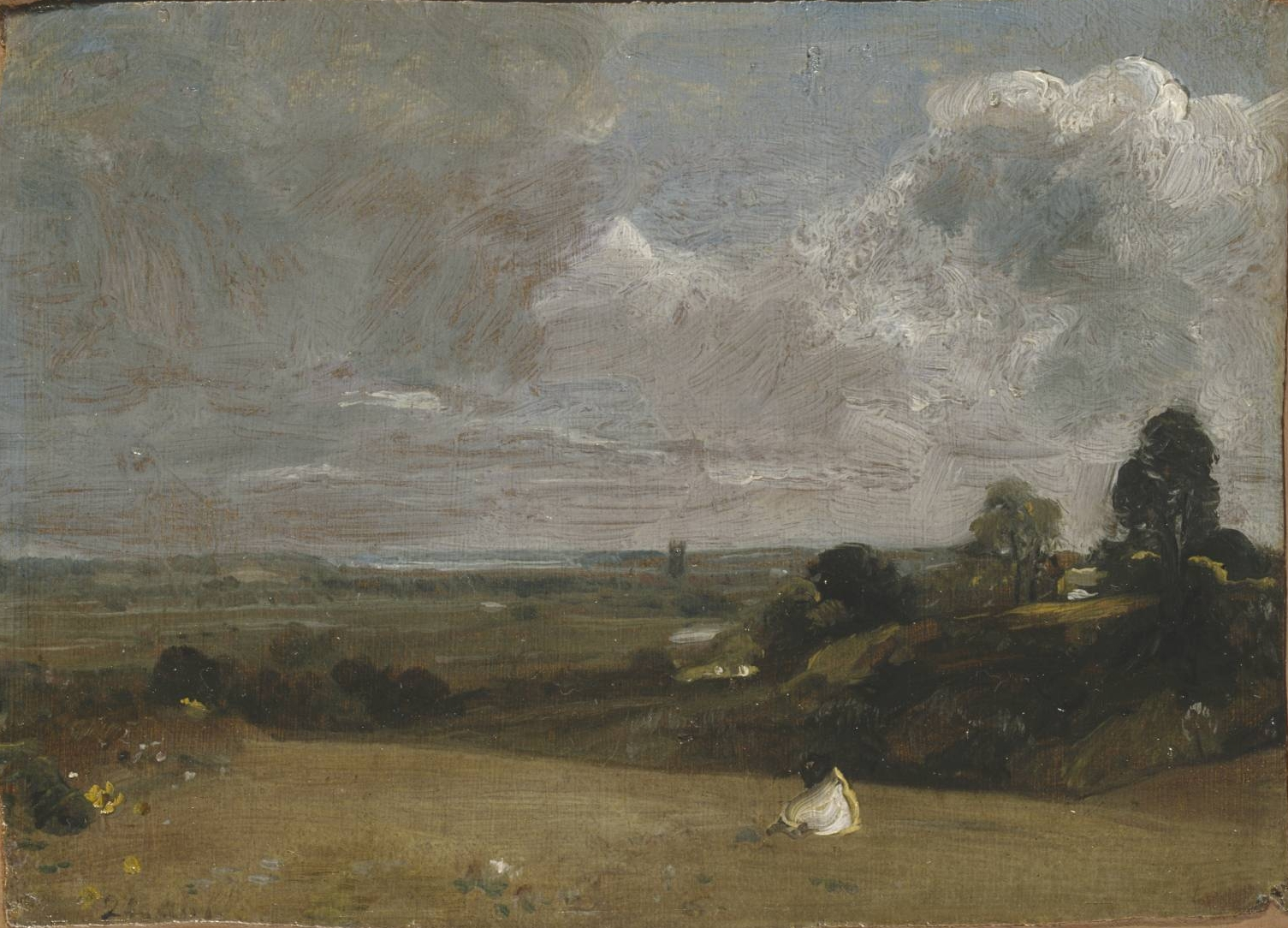
Dedham vu de Langham, vers 1813 Tate Britain, Londres
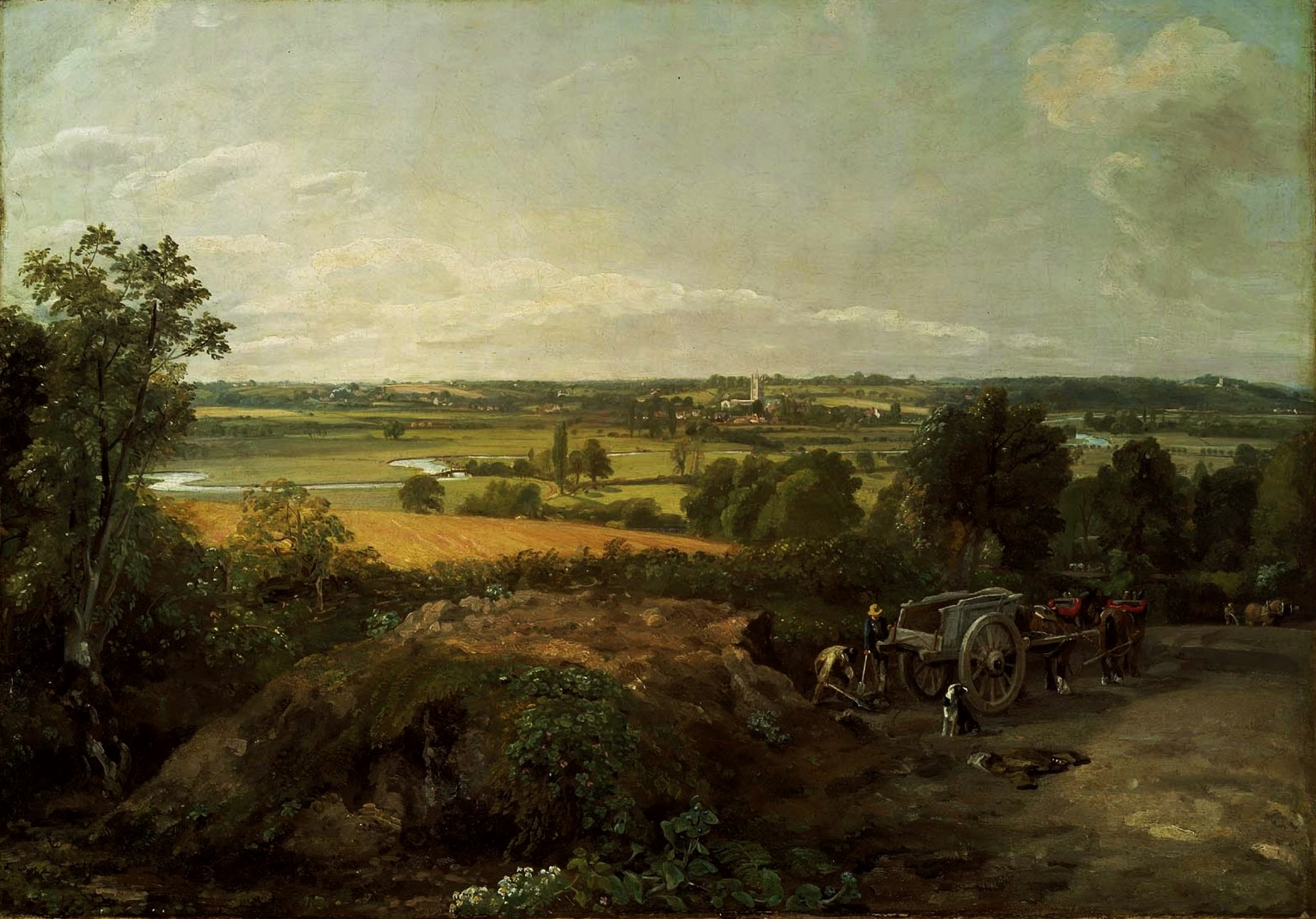
La Vallée de la Stour et l'église de Dedham, vers 1815 Musée des Beaux-Arts de Boston
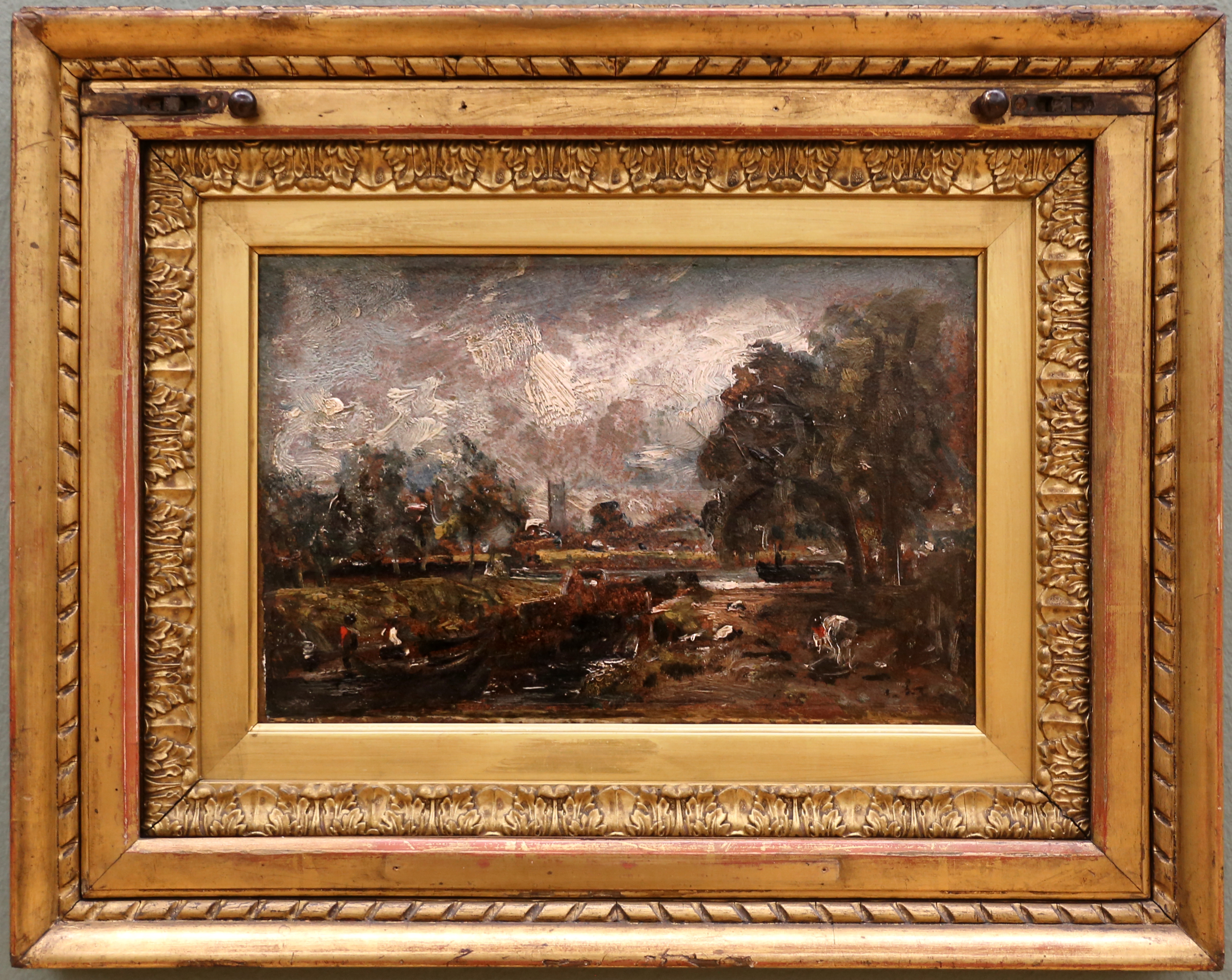
L'Écluse de Dedham, vers 1820 Tate Britain, Londres
Écluse et moulin de Dedham, vers 1821 Victoria and Albert Museum
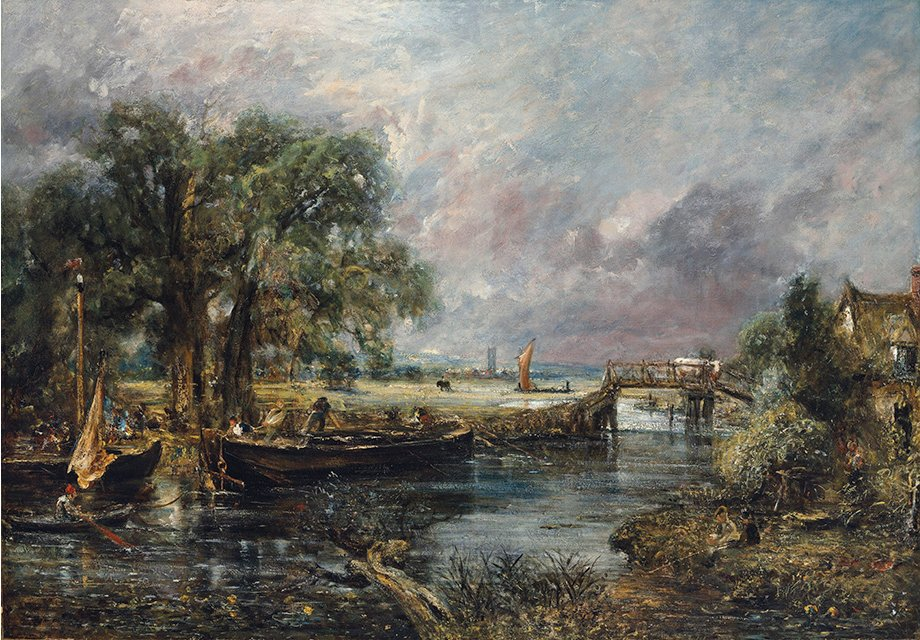
Vue sur la Stour près de Dedham, 1821-1822 Collection privée
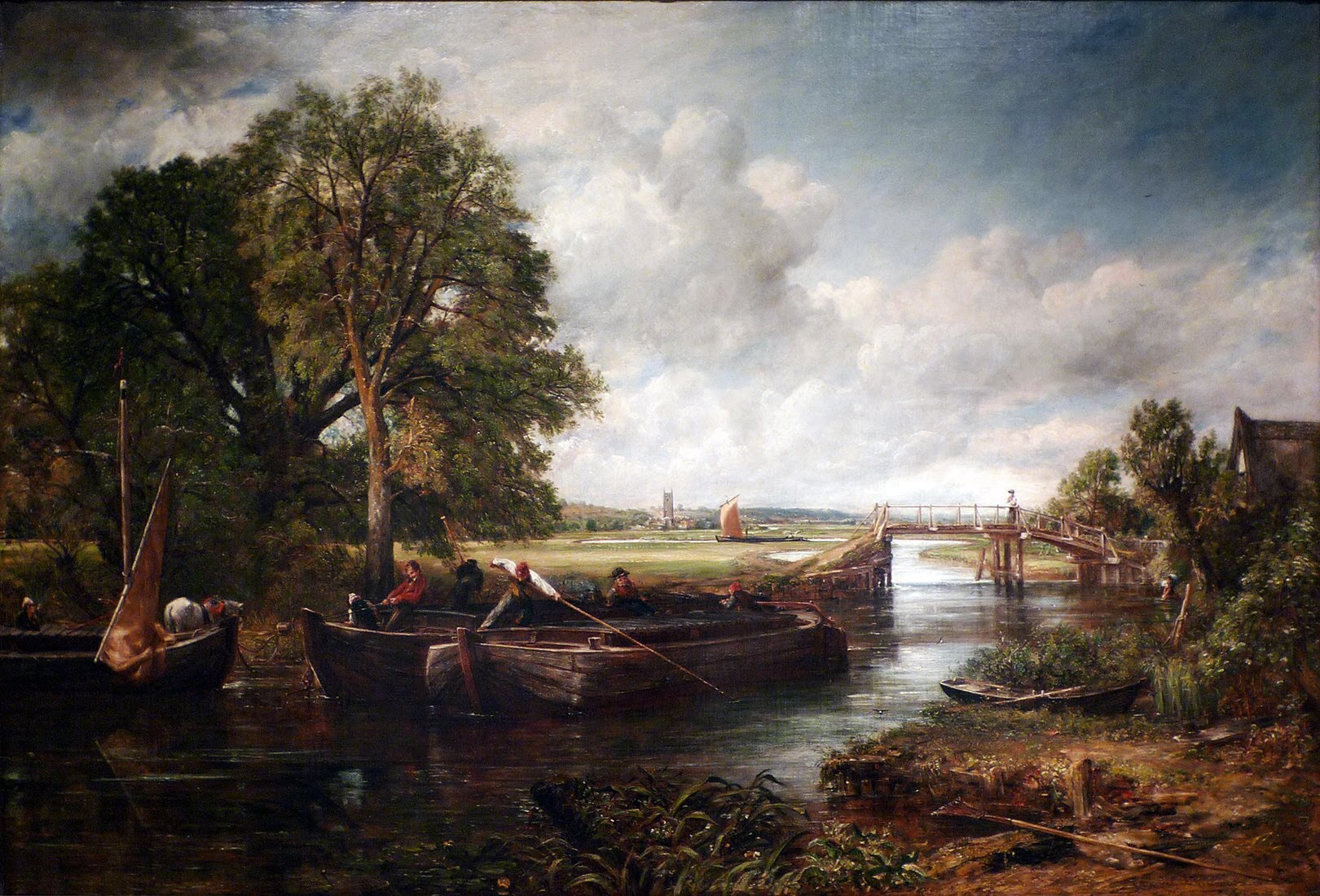
Vue sur la Stour près de Dedham, 1822 Huntington Museum of Art